# Neptis continuata
Neptis continuata är en fjärilsart som beskrevs av Holland 1892. Neptis continuata ingår i släktet Neptis och familjen praktfjärilar. Inga underarter finns listade i Catalogue of Life.